# Международная Ленинская премия «За укрепление мира между народами»
Международная Ленинская премия «За укрепление мира между народами» — почётная награда СССР с 1956 года.
По статусу премия присуждалась гражданам иностранных государств независимо от их политических взглядов, партийной принадлежности, религиозных убеждений и расовых различий, за выдающиеся заслуги в борьбе за мир между народами.
Премия была учреждена в результате переименования Международной Сталинской премии «За укрепление мира между народами» в соответствии с Указом Президиума Верховного Совета СССР от 6 сентября 1956 года.  Согласно Постановлению Президиума Верховного Совета СССР от 11 декабря 1989 года № 905-1 Верховного Совета СССР Международная Ленинская премия «За укрепление мира между народами» была переименована в Международную Ленинскую премию мира.
Премия присуждалась Комитетом по Международным Ленинским премиям «За укрепление мира между народами», который образовывался Президиумом Верховного Совета СССР в составе председателя и 14 членов — общественных деятелей Советского Союза и представителей других стран.
Право выдвижения кандидатов на соискание премий было предоставлено международным и национальным организациям (профсоюзным, кооперативным, женским, молодёжным и другим), научным учреждениям и учебным заведениям, ассоциациям деятелей науки, культуры и искусства и персонально членам Комитета по Международным Ленинским премиям.
Согласно Указу Президиума Верховного Совета СССР от 8 марта 1961 года Комитету по Международным Ленинским премиям было предоставлено право ежегодно присуждать до пяти премий. Лицам, получавшим премию, вручался диплом лауреата Международной Ленинской премии, золотая нагрудная медаль с изображением В. И. Ленина и денежная премия в размере 25 тысяч рублей.

## Лауреаты

### 1957
1. Д’Астье де ла Вижери, Эммануэль (Франция); публицист и писатель
2. Тихонов, Николай Семёнович (СССР); писатель
3. Удакендавала Сарананкара Тхеро (Цейлон); буддистский монах
4. Дольчи, Данило (Италия); писатель
5. Брандвейнер, Генрих (Австрия); учёный-юрист
6. Оливер, Мария Роса (Аргентина); писатель
7. Чандрасекхара Венката Раман (Индия); физик, лауреат Нобелевской премии (1930)
8. Арагон, Луи (Франция); писатель

### 1958
1. Ясуи, Каору (Япония); председатель Всеяпонского совета по запрещению ядерного и водородного оружия
2. Цвейг, Арнольд (ГДР); писатель
3. Сайян, Луи (Франция); генеральный секретарь Всемирной федерации профсоюзов
4. Лундквист, Артур (Швеция); писатель
5. Громадка, Йозеф Лукл (Чехословакия); теолог

### 1959
1. Хрущёв, Никита Сергеевич (СССР); Первый секретарь ЦК КПСС, Председатель СМ СССР
2. Дюбуа, Уильям Эдуард Бёркхардт (США); писатель и историк
3. Бухвиц, Отто (ГДР); деятель рабочего движения
4. Варналис, Костас (Королевство Греция); писатель
5. Монтегю, Айвор (Великобритания); публицист, киносценарист, режиссёр

### 1960
1. Сукарно (Индонезия)
2. Итон, Сайрус (США); промышленник
3. Казанова, Лоран[англ.] (Франция); политик, коммунист
4. Корнейчук, Александр Евдокимович (СССР); драматург
5. Шериф, Азиз (Ирак); учёный-юрист

### 1961
1. Кастро Рус, Фидель (Куба)
2. Секу Туре, Ахмед (Гвинея)
3. Неру, Рамешвари (Индия); общественная деятельница
4. Садовяну, Михаил (Румыния); писатель
5. Табет, Антуан Жорж (Ливан); архитектор
6. Длуский, Остап (Польская Народная Республика)
7. Морроу, Уильям[англ.] (Австралия); писатель, сценарист

### 1962
Постановление от 20 апреля 1962 года
1. Нкрума, Кваме (Гана)
2. Доби, Иштван (Венгерская Народная Республика)
3. Фаиз, Ахмад Фаиз (Пакистан); поэт
4. Пикассо, Пабло (Испания); художник
5. Поблете де Эспиноса, Ольга (Чили); историк

### 1963
1. Кейта, Модибо (Мали)
2. Глезос, Манолис (Королевство Греция)
3. Трайков, Георгий (Народная Республика Болгария)
4. Нимейер, Оскар (Бразилия); архитектор

### 1964
1. Бен Белла, Ахмед (Алжир)
2. Ибаррури, Долорес (Пасионария) (Испания)
3. Бидструп, Херлуф (Дания); художник-карикатурист

### 1965
1. Асаф Али, Аруна (Индия)
2. Альберти, Рафаэль (Испания); поэт
3. Ота, Каору (Япония)
4. Шаффер, Гордон (Великобритания); журналист

### 1966
Постановление от 27 апреля 1966 года
1. Самбу, Жамсарангийн (Монгольская Народная Республика); общественный и государственный деятель
2. Куртис, Джозеф Питер-Айо (Нигерия); общественный деятель
3. Вире-Туоминен, Марьям; генеральный секретарь организации Сторонники мира Финляндии
4. Астуриас, Мигель Анхель (Гватемала); писатель, лауреат Нобелевской премии (1967)
5. Манцу, Джакомо (Италия); скульптор и график

### 1967
Постановление от 21 апреля 1967 года
1. Нимёллер, Мартин (ФРГ); пастор
2. Фишер, Абрахам (Брам) (ЮАР); адвокат
3. Сикейрос (Альфаро Сикейрос), Давид (Мексика); художник
4. Малек, Иван (Чехословакия); микробиолог
5. Кент, Рокуэлл (США); художник и писатель
6. Варнке, Герберт (ГДР); вице-председатель Всемирной федерации профсоюзов

### 1968
Постановление от 27 апреля 1968 года
1. Нгуен Тхи Динь (Южный Вьетнам); общественная и политическая деятельница
2. Хорхе Саламеа Борда (Колумбия); писатель
3. Чандра, Ромеш (Индия); Генеральный секретарь ВСМ
4. Эффель, Жан (Франсуа Лежён) (Франция); художник-карикатурист
5. Ивенс, Йорис (Нидерланды); режиссёр
6. Шик, Эндре (Венгерская Народная Республика)

### 1970
Постановление от 17 апреля 1970 года
1. Иваи, Акира[яп.] (Япония)
2. Ивашкевич, Ярослав (Польская Народная Республика); писатель
3. Мохи эд-Дин, Халед (ОАР); генеральный секретарь египетского Национального совета мира
4. Полинг, Лайнус Карл (США); химик, лауреат Нобелевской премии (1954, 1962)
5. Сванстрём, Бертиль[швед.] (Швеция); журналист
6. Свобода, Людвик (Чехословакия)
7. Аш-Шейх, Шафи Ахмед (Судан); генеральный секретарь Федерации рабочих профсоюзов Судана

### 1972
1. Буроп, Эрик Генри Стонли[англ.] (Великобритания); физик
2. Гуттузо, Ренато (Италия); художник
3. Драгойчева, Цола (Народная Республика Болгария)
4. Джумблат, Камаль (Ливан)
5. Буш, Эрнст (ГДР); актёр и певец
6. Варела, Альфредо (Аргентина); писатель и журналист

### 1973
Постановление от 19 апреля 1973 года
1. Брежнев, Леонид Ильич (СССР)
2. Альенде Госсенс, Сальвадор (Чили)
3. Пасторино Вискарди, Энрике (Уругвай); председатель Всемирной федерации профсоюзов
4. Олдридж, Джеймс (Великобритания)

### 1975
1. Корвалан, Луис (Чили)
2. Сиссе, Жанна Мартен (Гвинея); общественная и политическая деятельница
3. Гоор, Раймон (Бельгия); священник

### 1977
1. Кадар, Янош (Венгерская Народная Республика)
2. Нето, Антонио Агостиньо (Ангола)
3. Машел, Самора (Мозамбик)
4. Макбрайд, Шон (Ирландия)
5. Пуйяд, Пьер (Франция)
6. Рицос, Яннис (Греция); поэт
7. Бусси де Альенде, Ортенсия (Чили)

### 1979
1. Бахман, Курт (ФРГ); деятель рабочего движения
2. Браун, Фрида (Австралия); президент Международной демократической федерации женщин
3. Дэвис, Анджела (США)
4. Менон, Кумар Падма Шивашанкар (Индия)
5. Эспин Гильойс, Вильма (Куба)
6. Скибневска, Галина (Польская Народная Республика); архитектор

### 1980
1. Кекконен, Урхо Калева (Финляндия)
2. Ле Зуан (Вьетнам)
3. Отеро Сильва, Мигель (Венесуэла); писатель и журналист
4. Базен, Эрве (Эрве-Базен, Жан Пьер Мари) (Франция); писатель
5. аль-Хамиси, Абдаррахман (Египет); писатель

### 1983
1. Дарвиш, Махмуд (Палестина); поэт
2. Теодоракис, Микис (Греция); композитор
3. Сереньи, Либер (Уругвай); политический деятель
4. Морган, Джон (Канада); священник

### 1985
1. Ганди, Индира (Индия) награждена посмертно
2. Нгуен Хыу Тхо (Вьетнам)
3. Вебер, Йозеф[нем.] (ФРГ); политический и общественный деятель
4. Леге, Жан-Мари (Франция); учёный и общественный деятель
5. Видалес, Луис (Колумбия); поэт и общественный деятель
6. Пальмер, Ева (Швеция); общественный деятель

### 1987
1. Ньерере, Джулиус (Танзания)
2. Мис, Герберт (ФРГ); политический деятель
3. Танчев, Пётр[болг.] (Народная Республика Болгария); политический деятель
4. Кроуфут-Ходжкин, Дороти (Великобритания); химик
5. д’Эското Брокман, Мигель (Никарагуа)

### 1988
1. Эдхи, Абдул Саттар (Пакистан)

### 1990
Постановление от 30 мая 1990 года
1. Мандела, Нельсон (ЮАР); политический деятель